# Искушение Христа (фреска Боттичелли)
«Искушение Христа» (итал. Tentaciones de Cristo) — фреска работы Сандро Боттичелли, написанная в период 1480—1482 гг. Расположена в Сикстинской капелле, Ватикан.

## История
27 октября 1480 года Боттичелли, вместе с другими флорентийскими художниками, Доменико Гирландайо и Козимо Росселли, приехал в Рим, куда они были приглашены для участия в проекте по примирению между Лоренцо де Медичи, фактическим правителем Флорентийской республики, и папой Сикстом IV. Весной 1481 года флорентийцы приступили к работе в Сикстинской капелле вместе с Пьетро Перуджино, который начал работу ранее.
Темой росписи стала параллель между историями Моисея и Иисуса Христа, как символ преемственности между Ветхим и Новым заветом, а так же преемственности между законом, данным Моисею и посланием Иисуса, который, в свою очередь, избрал Святого Петра (первого епископа Рима) своим преемником: это должно было послужить провозглашению законности наследников Святого Петра — римских пап.
Боттичелли, при участии множества помощников, украсил стены капеллы тремя фресками. 17 февраля 1482 года его контракт был пересмотрен для продолжения работ по росписи капеллы. Однако, 20 февраля умер его отец и Боттичелли вернулся во Флоренцию.

## Описание

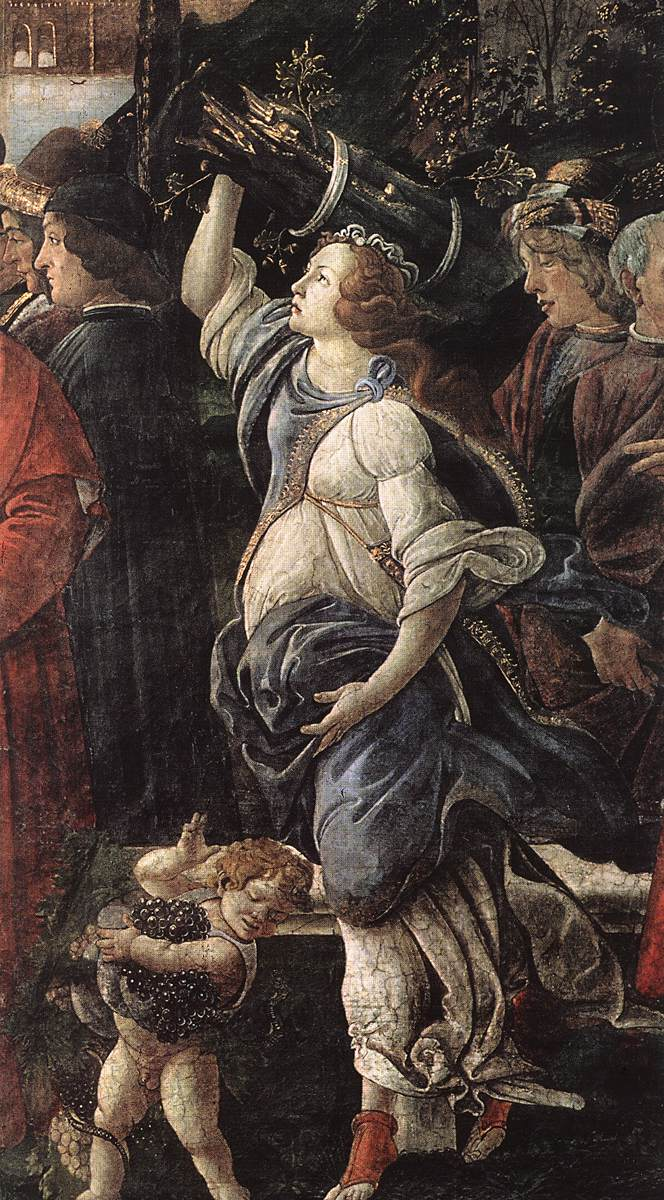
Деталь фрески

На фреске запечатлены три эпизода из Евангелия, напротив расположена фреска «Призвание Моисея» так же работы Боттичелли, своего рода параллель из Ветхого завета. Надпись на фризе, увенчивающем фреску, гласит: TEMPTATIO IESU CHRISTI LATORIS EVANGELICAE LEGIS (Искушение Христа, несущего евангельский закон).
Само искушение Христа запечатлено в трёх сценах в верхней части фрески. Слева дьявол под личиной отшельника уговаривает постящегося Иисуса превратить камни в хлеб и утолить голод. В центре дьявол Пытается заставить Иисуса спрыгнуть с вершины Иерусалимского храма, изображённого в виде церкви Святого Духа ди Сассия, чтобы испытать обещание Бога об ангельской защите. Справа дьявол на вершине горы обещает Иисусу богатства земные и власть над миром, если тот отвергнет Бога и поклонится ему, дьяволу. Иисус отсылает дьявола прочь, а ангелы приходят, чтобы послужить сыну божьему.
На переднем плане юноша, исцелённый от проказы, приходит к верховному жрецу Храма, дабы заявить о своём очищении. В руках молодого человека жертвенная чаша и кропило. Две женщины подносят другие ингредиенты для ритуала — жертвенных птиц и вязанку кедровых дров. Верховный жрец символизирует Моисея, принесшего закон, а юноша представляет собой Иисуса, который пролил свою кровь и отдал жизнь во имя человечества, а после был исцелен через воскресение. Таким образом, провозглашается возможность и для человечества духовно очиститься и обрести спасение.
Некоторые из фигур переднего плана представляют собой портреты современников автора, в частности кардинал Пьетро Риарио, а также кардинал Джулиано делла Ровере, известный впоследствии как папа Юлий II.